# Hans Jacob Heinrich Meyer
Hans Jacob Heinrich Meyer, auch H.J.H. Meyer (* 1795 in Hamburg; † 12. Oktober 1858 ebenda), war ein deutscher Buchdrucker, Kaufmann, Autor, Redakteur und Herausgeber.

## Leben
Hans Jacob Heinrich Meyer wurde im Jahre 1795 als Sohn des Andreas Heinrich Meyer und dessen Ehefrau Anna Maria (geborene Schrader) in Hamburg geboren und trat dem Hamburger Adressbuch zufolge ab 1827 als Buchdrucker, früher Bei den Hütten, seit 1850 in St. Georg auf der Langen Reihe, in Erscheinung. Am 25. Februar 1821 ehelichte er eine Anna Dorothea Christiana (* 1798; † 26. November 1822), Tochter des Lotsen Peter Popp und der Metta (geborene Hauschild), die jedoch bereits im Folgejahr jung verstarb. Am 21. November 1829 heiratete er in zweiter Ehe eine Johanna Elisabeth Friderica, Tochter des Erich David Eggers und dessen Ehefrau Anna Maria (geborene Lange). Die dritte Ehe ging er am 16. Februar 1851 mit einer Maria Louise Conradine, Tochter von Johann Gerhard Schönemann und der Anna Maria (geborene Corsen).
1843 kam es zu einem Brand in der Buchdruckerei Meyer. Ab 1852 fungierte er zudem als Fettwaren- und Mehlhändler. Im Laufe seines Lebens trat er vermehrt als Redakteur und Herausgeber verschiedener Blätter, darunter des Neuen Hamburger Briefträgers, dessen Folgeblatt Der Neuigkeitsträger oder dessen Nachfolger, der Hamburger Wochenschrift, auf. Daneben verfasste er jedoch auch andere Werke wie etwa Taschenbuch für Handel und Schifffahrt für das Jahr 1855 aus dem genannten Jahr.
Am 12. Oktober 1858 starb H.J.H. Meyer im Allgemeinen Krankenhaus in seiner Heimatstadt Hamburg.

## Werke (Auswahl)
- 1855: Taschenbuch für Handel und Schifffahrt für das Jahr 1855